# Associated Aviation
Associated Aviation — авіакомпанія Нігерії зі штаб-квартирою в місті Ікеджа (Лагос) , що працює у сфері пасажирських і вантажних авіаперевезень на внутрішніх маршрутах країни і в країнах Західної Африки.
Портом приписки авіакомпанії і її головним транзитним вузлом (хабом) є міжнародний аеропорт імені Муртали Мохаммеда в Лагосі.

## Історія
Авіакомпанія Associated Aviation була заснована в 2006 році.
У 2007 році Associated Aviation пройшла процедуру перереєстрації в Управлінні цивільної авіації Нігерії (NCAA), задовольнивши тим самим вимоги державного органу про необхідність рекапіталізації та повторної реєстрації всіх нігерійських авіакомпаній до 30 квітня 2007 року.
У липні 2008 року компанія була викуплена групою інвесторів, після чого флот перевізника був поповнений літаки Embraer, а маршрутна мережа істотно розширилася за рахунок міжнародних напрямків.

## Маршрутна мережа

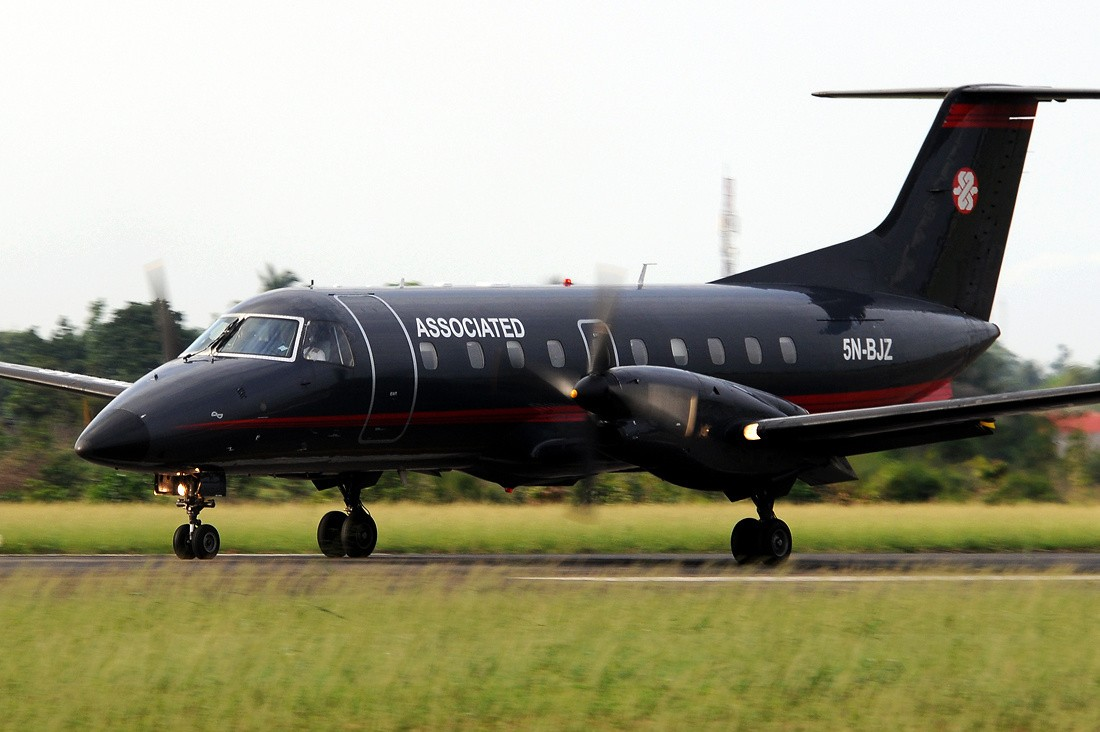
Embraer EMB 120 Brasilia авіакомпанії Associated Aviation в аеропорту Беніну

У січні 2009 року маршрутна мережа авіакомпанії Associated Aviation включала в себе такі пункти призначення:
- Абуджа
- Бенін
- Калабар
- Абадан
- Джидда
- Лагос
- Макурді

## Флот
Станом на листопад 2008 року повітряний флот авіакомпанії Associated Aviation становили такі літаки:
- 2 BAe 125-700
- 2 Boeing 727-200F
- 4 Embraer EMB 120 Brasilia
- 1 Learjet 45 XR